# موريس أوين
موريس أوين (بالإنجليزية: Maurice Owen)‏ (4 يوليو 1924 في المملكة المتحدة - 8 يوليو 2000 في المملكة المتحدة) هو لاعب كرة قدم بريطاني في مركز الوسط. لعب مع سويندون تاون وأبينغدون تاون ‏.